# Binomna raspodela
U teoriji verovatnoće i statistici, binomna raspodela sa parametrima n i p je diskretna raspodela verovatnoće broja uspeha u sekvenci od n nezavisnih eksperimenata, svaki od kojih daje odgovor na da-ne pitanje, i svaki ima svoj bulov rezultat - uspeh/da/tačno/jedan (sa verovatnoćoḿ p) ili neuspeh/ne/lažno/nula (sa verovatnoćom q = 1 − p). Pojedinačni uspeh/neuspeh eksperimenta se takođe naziva Bernulijev pokušaj ili Bernulijev eksperiment, a sekvenca ishoda se naziva Bernulijev proces; za pojedinačni pokušaj, i.e., n = 1, binomna distribucija je Bernulijeva raspodela. Binomna distribucija je osnova za popularni binomni test statističkog značaja.
Binomna distribucija se često koristi za modelovanje broja uspeha u uzorku veličine n koji je izvučen sa zamenom iz populacije veličine N. Ako se uzorkovanje vrši bez zamene, izvlačenja nisu nezavisna, pa je rezultirajuća raspodela hipergeometrijska, a ne binomna. Međutim, za N mnogo veće od n, binomna distribucija ostaje dobra aproksimacija i široko se koristi.

## Specifikacija

### Funkcija verovatnoće
Generalno, ako randomna promenljiva X sledi binomnu distribuciju sa parametrima n ∈  i p ∈ [0,1], piše se X ~ . Verovatnoća da se dobije tačno k uspeha u n pokušaja je data funkcijom verovatnoće:
{\displaystyle f(k,n,p)=\Pr(k;n,p)=\Pr(X=k)={\binom {n}{k}}p^{k}(1-p)^{n-k}}
za k = 0, 1, 2, ..., n, gde je
{\displaystyle {\binom {n}{k}}={\frac {n!}{k!(n-k)!}}}
binomni koeficijent, po kome je raspodela dobila ime. Formula se može razumeti na sledeći način. k uspeha se javlja sa verovatnoćom  i n&nbsp;−&nbsp;k neuspeha se javlja sa verovatnoćom . Međutim, k uspeha se može javiti bilo gde među n pokušaja, i postoji {\displaystyle {\binom {n}{k}}} različitih načina raspodeljivanja k uspeha u nizu od n pokušaja.
Pri stvaranju referentnih tabela za verovatnoću binomne distribucije, obično se tabela popunjava do n/2 vrednosti. To je zato što se za , verovatnoća može izračunati njenim komplementom kao
{\displaystyle f(k,n,p)=f(n-k,n,1-p).}
Gledajući izraz f(k,&nbsp;n,&nbsp;p) kao funkciju od k, postoji k vrednosti koje je maksimiziraju. Stoga se k vrednost može naći izračunavajući
{\displaystyle {\frac {f(k+1,n,p)}{f(k,n,p)}}={\frac {(n-k)p}{(k+1)(1-p)}}}
i upoređujući tu vrednost sa 1. Uvek postoji ceo broj M koji zadovoljava
{\displaystyle (n+1)p-1\leq M<(n+1)p.}
f(k,&nbsp;n,&nbsp;p) je monotono rastući za  i monotono opadajući za , uz izuzetak slučaja gde je (n&nbsp;+&nbsp;1)p ceo broj. U tom slučaju, postoje dve vrednosti za koje je f maksimalno: (n&nbsp;+&nbsp;1)p i (n&nbsp;+&nbsp;1)p&nbsp;−&nbsp;1. M je najverovatniji ishod (mada još uvek može da bude sveukupno malo verovatan) Bernulijevih pokušaja i naziva se modus.

### Funkcija kumulativne verovatnoće
Funkcija kumulativne verovatnoće se može izraziti kao:
{\displaystyle F(k;n,p)=\Pr(X\leq k)=\sum _{i=0}^{\lfloor k\rfloor }{n \choose i}p^{i}(1-p)^{n-i}}
gde je {\displaystyle \lfloor k\rfloor \,} „pod” ispod k, i.e. najveći ceo broj manji od ili jedna sa k.
On se može predstaviti u vidu regulisane nekompletne beta funkcije, na sledeći način:
{\displaystyle {\begin{aligned}F(k;n,p)&=\Pr(X\leq k)\\&=I_{1-p}(n-k,k+1)\\&=(n-k){n \choose k}\int _{0}^{1-p}t^{n-k-1}(1-t)^{k}\,dt.\end{aligned}}}
Neki granični slučajevi zatvorenog oblika za funkciju kumulativne distribucije dati su u nastavku.

## Primer
Pretpostavka je da se pristranim bacanjem novčića dobija glava sa verovatnoćom 0,3. Pitanje je: koja je verovatnoća postizanja 0, 1, ..., 6 glava posle šest bacanja?
{\displaystyle \Pr(0{\text{ heads}})=f(0)=\Pr(X=0)={6 \choose 0}0.3^{0}(1-0.3)^{6-0}=0.117649}
{\displaystyle \Pr(1{\text{ heads}})=f(1)=\Pr(X=1)={6 \choose 1}0.3^{1}(1-0.3)^{6-1}=0.302526}
{\displaystyle \Pr(2{\text{ heads}})=f(2)=\Pr(X=2)={6 \choose 2}0.3^{2}(1-0.3)^{6-2}=0.324135}
{\displaystyle \Pr(3{\text{ heads}})=f(3)=\Pr(X=3)={6 \choose 3}0.3^{3}(1-0.3)^{6-3}=0.18522}
{\displaystyle \Pr(4{\text{ heads}})=f(4)=\Pr(X=4)={6 \choose 4}0.3^{4}(1-0.3)^{6-4}=0.059535}
{\displaystyle \Pr(5{\text{ heads}})=f(5)=\Pr(X=5)={6 \choose 5}0.3^{5}(1-0.3)^{6-5}=0.010206}
{\displaystyle \Pr(6{\text{ heads}})=f(6)=\Pr(X=6)={6 \choose 6}0.3^{6}(1-0.3)^{6-6}=0.000729}

## Očekivanje
Ako je X ~ B(n, p), drugim rečima, X je binomno distribuirana randomna promenljiva, pri čemu je n ukupan broj eksperimenata, a p je verovatnoća svakog eksperimenta da proizvede uspešan rezultat, onda je očekivana vrednost X:
{\displaystyle \operatorname {E} [X]=np.}
Na primer, ako je n = 100, i p = 1/4, onda je prosečan broj uspešnih rezultata 25.
Proof: Srednja vrednost, μ, se direktno izračunava po definiciji
{\displaystyle \mu =\sum _{i=0}^{n}x_{i}p_{i},}
i binomnoj teoremi:
{\displaystyle {\begin{aligned}\mu &=\sum _{k=0}^{n}k{\binom {n}{k}}p^{k}(1-p)^{n-k}\\&=np\sum _{k=0}^{n}k{\frac {(n-1)!}{(n-k)!k!}}p^{k-1}(1-p)^{(n-1)-(k-1)}\\&=np\sum _{k=1}^{n}{\frac {(n-1)!}{((n-1)-(k-1))!(k-1)!}}p^{k-1}(1-p)^{(n-1)-(k-1)}\\&=np\sum _{k=1}^{n}{\binom {n-1}{k-1}}p^{k-1}(1-p)^{(n-1)-(k-1)}\\&=np\sum _{\ell =0}^{n-1}{\binom {n-1}{\ell }}p^{\ell }(1-p)^{(n-1)-\ell }&&{\text{sa }}\ell :=k-1\\&=np\sum _{\ell =0}^{m}{\binom {m}{\ell }}p^{\ell }(1-p)^{m-\ell }&&{\text{sa }}m:=n-1\\&=np(p+(1-p))^{m}\\&=np\end{aligned}}}
Srednja vrednost se može izvesti iz jednačine {\displaystyle X=X_{1}+\cdots +X_{n}} gde su sve randomne promenljive {\displaystyle X_{i}} obuhvaćene Bernulijevom raspodelom sa {\displaystyle E[X_{i}]=p} ({\displaystyle X_{i}=1} ako i-ti eksperiment uspe, dok je inače {\displaystyle X_{i}=0}). Dobija se:
{\displaystyle E[X]=E[X_{1}+\cdots +X_{n}]=E[X_{1}]+\cdots +E[X_{n}]=\underbrace {p+\cdots +p} _{n{\text{ puta}}}=np}

## Varijansa
Varijansa je:
{\displaystyle \operatorname {Var} (X)=np(1-p).}
Dokaz: Neka je {\displaystyle X=X_{1}+\cdots +X_{n}} gde su sve {\displaystyle X_{i}} nezavisne randomne promenljive Bernulijeve raspodele. Kako je {\displaystyle \operatorname {Var} (X_{i})=p(1-p)}, dobija se:
{\displaystyle \operatorname {Var} (X)=\operatorname {Var} (X_{1}+\cdots +X_{n})=\operatorname {Var} (X_{1})+\cdots +\operatorname {Var} (X_{n})=n\operatorname {Var} (X_{1})=np(1-p).}

## Literatura
- Hirsch, Werner Z. (1957). „Binomial Distribution—Success or Failure, How Likely Are They?”. Introduction to Modern Statistics. New York: MacMillan. стр. 140—153.
- Neter, John; Wasserman, William; Whitmore, G. A. (1988). Applied Statistics (Third изд.). Boston: Allyn & Bacon. стр. 185–192. ISBN 0-205-10328-6.
- Ash, Robert B. (1990) [1965]. Information Theory. Dover Publications, Inc. ISBN 0-486-66521-6.
- Benjamin, Arthur T.; Quinn, Jennifer J. (2003). Proofs that Really Count: The Art of Combinatorial Proof. Dolciani Mathematical Expositions. 27. Mathematical Association of America. ISBN 978-0-88385-333-7.
- Bryant, Victor (1993). Aspects of combinatorics. Cambridge University Press. ISBN 0-521-41974-3.
- Flum, Jörg; Grohe, Martin (2006). Parameterized Complexity Theory. Springer. ISBN 978-3-540-29952-3. Архивирано из оригинала 18. 11. 2007. г. Приступљено 15. 08. 2019.
- Fowler, David (januar 1996). „The Binomial Coefficient Function”. The American Mathematical Monthly. Mathematical Association of America. 103 (1): 1—17. JSTOR 2975209. doi:10.2307/2975209.
- Goetgheluck, P. (1987). „Computing Binomial Coefficients”. American Mathematical Monthly. 94: 360—365. doi:10.2307/2323099.
- Graham, Ronald L.; Knuth, Donald E.; Patashnik, Oren (1994). Concrete Mathematics (Second изд.). Addison-Wesley. стр. 153–256. ISBN 0-201-55802-5.
- Gradshteyn, I. S.; Ryzhik, I. M. (2014). Table of Integrals, Series, and Products (8th изд.). Academic Press. ISBN 978-0-12-384933-5.
- Grinshpan, A. Z. (2010), „Weighted inequalities and negative binomials”, Advances in Applied Mathematics, 45 (4): 564—606, doi:10.1016/j.aam.2010.04.004
- Higham, Nicholas J. (1998). Handbook of writing for the mathematical sciences. SIAM. стр. 25. ISBN 0-89871-420-6.
- Knuth, Donald E. (1997). The Art of Computer Programming, Volume 1: Fundamental Algorithms (Third изд.). Addison-Wesley. стр. 52—74. ISBN 0-201-89683-4.
- Singmaster, David (1974). „Notes on binomial coefficients. III. Any integer divides almost all binomial coefficients”. Journal of the London Mathematical Society. 8 (3): 555—560. doi:10.1112/jlms/s2-8.3.555.
- Shilov, G. E. (1977). Linear algebra. Dover Publications. ISBN 978-0-486-63518-7.

## Spoljašnje veze
- Hazewinkel Michiel, ур. (2001). „Binomial coefficients”. Encyclopaedia of Mathematics. Springer.  978-1556080104.
- Andrew Granville (1997). „Arithmetic Properties of Binomial Coefficients I. Binomial coefficients modulo prime powers”. CMS Conf. Proc. 20: 151—162. Архивирано из оригинала 23. 09. 2015. г. Приступљено 15. 08. 2019.